# Pirulito de frango
Pirulito de frango é um aperitivo popular na culinária sino-indiana. O pirulito de frango é, essencialmente, uma asa de frango onde a carne é cortada da extremidade do osso e empurrada para baixo, criando uma aparência de pirulito. Geralmente é servido quente com molho Szechuan.

## Receita
As receitas variam de pessoa para pessoa. No entanto, muitos começam usando o segmento médio da asa ou coxa de frango. O segmento do meio tem um dos dois ossos removidos e a carne nos segmentos é empurrada para uma extremidade do osso. Estas são então revestidas em uma massa vermelha picante cujos principais ingredientes incluem pimenta vermelha em pó e açafrão. O frango revestido é então marinado por algumas horas. O frango marinado geralmente é frito em óleo, mas outra opção bem conhecida inclui assar. O osso exposto às vezes é envolto em papel alumínio.